# Rama militar
Una rama militar, también llamada rama de servicio o servicio armado, es según el estándar común una subdivisión de las fuerzas armadas de un Estado soberano.

## Principales
| Nombre             | Tarea             | Ejemplos                                                                          | Discrepancias                                                                            |
| ------------------ | ----------------- | --------------------------------------------------------------------------------- | ---------------------------------------------------------------------------------------- |
| Ejército de tierra | Guerra en tierra  | La gran mayoría de países del mundo poseen esta rama.Categoría:Ejércitos por país | Algunos países subdesarrollados suelen ser auxiliados/protegidos por potencias mundiales |
| Armada/Marina      | Guerra en el mar  | La gran mayoría de países del mundo poseen esta rama.Categoría:Marinas de guerra  | A excepción de algunos países que no tengan soberanía marítima                           |
| Aérea              | Guerra en el aire | La mayoría de países del mundo poseen esta rama.Categoría:Fuerzas Aéreas por país | A excepción de algunos países que no tengan recursos económicos                          |

## Secundarias o Alternativas
| Nombre             | Tarea                                    | Ejemplos                                      | Discrepancias                                                                                                  |
| ------------------ | ---------------------------------------- | --------------------------------------------- | --- |
| Antiaérea          | Guerra antiaérea                         | Fuerzas de Defensa Aérea de Egipto            | Poco común. Presentes principalmente en países del oriente medio.                                              |
| Espacial           | Guerra espacial                          | Fuerza Espacial de los Estados Unidos         | Muy poco común                                                                                                 |
| Especiales         | Operaciones especiales                   | Fuerzas Especiales de la República de Polonia | Poco común como rama militar, este tipo de tareas suelen ser dirigidas por subdivisiones de ramas principales. |
| Guardia Aérea      | Vigilancia del territorio aéreo nacional | Air National Guard                            | Este tipo de tareas suelen ser realizadas por ramas de las fuerzas aéreas.                                     |
| Guardia Costera    | Vigilancia de las costas nacionales      | Guardia Costera de Estados Unidos             | Las misiones de vigilancia de costas y mares nacionales suelen ser realizadas por las armadas.                 |
| Guardia Fronteriza | Vigilancia de las fronteras              | Guardia Fronteriza Armenia                    | Poco común como rama militar, este tipo de tareas suelen ser dirigidas por subdivisiones del ejército          |
|                    |                                          |                                               | |